# Gregor Kobel
Gregor Kobel (sinh ngày 6 tháng 12 năm 1997) là một cầu thủ bóng đá chuyên nghiệp người Thụy Sĩ thi đấu ở vị trí thủ môn cho câu lạc bộ Borussia Dortmund tại Giải bóng đá vô địch quốc gia Đức và đội tuyển quốc gia Thụy Sĩ.

## Sự nghiệp câu lạc bộ

### Hoffenheim
Kobel ra mắt chuyên nghiệp cho câu lạc bộ 1899 Hoffenheim ngày 12 tháng 8 năm 2018, bắt chính ở vòng 1 của DFB-Pokal 2017–18, gặp đội bóng Rot-Weiß Erfurt tại 3. Liga. Trận đấu này kết thúc với chiến thắng tỷ số 1–0 cho Hoffenheim.

### VfB Stuttgart
Ở mùa giải 2019–20, Kobel được câu lạc bộ VfB Stuttgart cho mượn. Ngày 28 tháng 7 năm 2020, Kobel chuyển hẳn đến VfB Stuttgart và ký hợp đồng có thời hạn đến tháng 6 năm 2024.

### Borussia Dortmund
Ngày 31 tháng 5 năm 2021, Kobel ký hợp đồng với Borussia Dortmund có thời hạn 5 năm trước mùa giải 2021–22. Phí chuyển nhượng trả cho VfB Stuttgart là 15 triệu euro. Trong trận đấu gặp Union Berlin ở mùa giải 2022–23, Kobel trượt ngã vô duyên trước khung thành để tiền đạo Union Berlin dễ dàng ghi bàn, ấn định tỷ số thua 0-5.

## Sự nghiệp quốc tế
Kobel là thủ môn trẻ của Thụy Sĩ. Anh được gọi lên đội tuyển quốc gia lần đầu năm 2020. Năm 2021, Thụy Sĩ tham dự UEFA Euro 2020, nơi đội tuyển đã tạo ra một trong những cảm giác chính của giải đấu này khi lọt vào tứ kết.
Ngày 1 tháng 9 năm 2021, Kobel có trận ra mắt cho Thuỵ Sĩ trong trận giao hữu gặp Hy Lạp, chiến thắng 2–1 trên sân nhà.

## Thống kê sự nghiệp

### Câu lạc bộ
Tính đến ngày 11 tháng 11 năm 2022
| Câu lạc bộ           | Mùa giải            | Giải đấu             | Giải đấu | Giải đấu | Cúp  | Cúp | Châu lục | Châu lục | Khác | Khác | Tổng cộng | Tổng cộng |
| Câu lạc bộ           | Mùa giải            | Hạng                 | Trận     | Bàn      | Trận | Bàn | Trận     | Bàn      | Trận | Bàn  | Trận      | Bàn       |
| -------------------- | ------------------- | -------------------- | -------- | -------- | ---- | --- | -------- | -------- | ---- | ---- | --------- | --------- |
| 1899 Hoffenheim II   | 2015–16             | Regionalliga Südwest | 5        | 0        | —    | —   | —        | —        | —    | —    | 5         | 0         |
| 1899 Hoffenheim II   | 2016–17             | Regionalliga Südwest | 26       | 0        | —    | —   | —        | —        | —    | —    | 26        | 0         |
| 1899 Hoffenheim II   | 2017–18             | Regionalliga Südwest | 8        | 0        | —    | —   | —        | —        | —    | —    | 8         | 0         |
| 1899 Hoffenheim II   | 2018–19             | Regionalliga Südwest | 4        | 0        | —    | —   | —        | —        | —    | —    | 4         | 0         |
| 1899 Hoffenheim II   | Tổng cộng           | Tổng cộng            | 43       | 0        | —    | —   | —        | —        | —    | —    | 43        | 0         |
| 1899 Hoffenheim      | 2016–17             | Bundesliga           | 0        | 0        | 0    | 0   | —        | —        | —    | —    | 0         | 0         |
| 1899 Hoffenheim      | 2017–18             | Bundesliga           | 0        | 0        | 2    | 0   | 1        | 0        | —    | —    | 3         | 0         |
| 1899 Hoffenheim      | 2018–19             | Bundesliga           | 1        | 0        | 2    | 0   | 0        | 0        | —    | —    | 3         | 0         |
| 1899 Hoffenheim      | Tổng cộng           | Tổng cộng            | 1        | 0        | 4    | 0   | 1        | 0        | —    | —    | 6         | 0         |
| FC Augsburg          | 2018–19             | Bundesliga           | 16       | 0        | 2    | 0   | —        | —        | —    | —    | 18        | 0         |
| VfB Stuttgart (loan) | 2019–20             | 2. Bundesliga        | 31       | 0        | 0    | 0   | —        | —        | —    | —    | 31        | 0         |
| VfB Stuttgart        | 2020–21             | Bundesliga           | 33       | 0        | 1    | 0   | —        | —        | —    | —    | 34        | 0         |
| VfB Stuttgart        | Tổng cộng           | Tổng cộng            | 64       | 0        | 1    | 0   | 0        | 0        | —    | —    | 65        | 0         |
| Borussia Dortmund    | 2021–22             | Bundesliga           | 29       | 0        | 2    | 0   | 8        | 0        | 1    | 0    | 40        | 0         |
| Borussia Dortmund    | 2022–23             | Bundesliga           | 11       | 0        | 2    | 0   | 3        | 0        | —    | —    | 16        | 0         |
| Borussia Dortmund    | Tổng cộng           | Tổng cộng            | 40       | 0        | 4    | 0   | 11       | 0        | 1    | 0    | 56        | 0         |
| Tổng cộng sự nghiệp  | Tổng cộng sự nghiệp | Tổng cộng sự nghiệp  | 164      | 0        | 11   | 0   | 12       | 0        | 1    | 0    | 188       | 0         |

### Đội tuyển quốc gia
Tính đến ngày 2 tháng 12 năm 2022
| Đội tuyển quốc gia | Năm       | Trận | Bàn |
| ------------------ | --------- | ---- | --- |
| Thụy Sĩ            | 2021      | 1    | 0   |
| Thụy Sĩ            | 2022      | 3    | 0   |
| Tổng cộng          | Tổng cộng | 4    | 0   |